# 植村家包
植村 家包（うえむら いえかね / いえかつ）は、大和高取藩の第5代藩主。

## 生涯
宝永7年（1710年）、第2代藩主・植村家貞の弟・植村政春の孫に当たる2500石の旗本・植村政広の長男として生まれる。享保10年（1725年）、父の死去により家督を継いで旗本となる。しかし本家で第4代藩主・植村家敬の嫡男・高堅や養子の稲之助らが早世したため、享保14年（1729年）4月21日、家敬の養子となり、享保16年（1731年）に家敬が死去したため、跡を継いだ。このとき、2500石は幕府によって収公されている。
元文3年（1738年）8月13日に死去した。享年29。跡を家敬の実子の家道が継いだ。